# Sascha Pessinger
Sascha Pessinger (* 16. März 1979) ist ein deutscher Jurist und Richter am Bundesarbeitsgericht.

## Leben und Wirken
Pessinger studierte ab 1999 Rechtswissenschaften an der Universität Passau. Dort legte er 2004 sein Erstes Juristisches Staatsexamen ab. Anschließend leistete er sein Referendariat ab und legte 2006 am Oberlandesgericht München sein Zweites Staatsexamen ab. Daraufhin trat er als Arbeitsrichter in den Justizdienst des Freistaats Bayern ein und wurde an den Arbeitsgerichten Passau und Regensburg eingesetzt. Parallel zu seiner Tätigkeit in der Justiz war Pessinger bis 2010 als wissenschaftlicher Mitarbeiter an den Lehrstühlen von Otfried Seewald und Hans-Georg Dederer tätig. Seit 2012 ist er zudem als Lehrbeauftragter an der Universität Passau tätig. Von Februar 2015 bis März 2017 war er als wissenschaftlicher Mitarbeiter an das Bundesverfassungsgericht abgeordnet. Anschließend wurde Pessinger Vorsitzender Richter am Landesarbeitsgericht München.
Im Juli 2018 wurde Pessinger zum Richter am Bundesarbeitsgericht gewählt. Er trat seine Stellung zum 1. November 2018 an und wurde dem insbesondere für Gratifikationen, Sondervergütungen und Zulagen zuständigen 10. Senat zugewiesen.